# Лукашевич, Надежда Павловна
Наде́жда Па́вловна Бруште́йн (в девичестве Лукаше́вич) — советская и российская певица, солистка трио «Меридиан», актриса. Заслуженная артистка Российской Федерации (1995).

## Биография
Родилась в Станиславе, детство провела в Пятигорске. Училась в Ивановском химико-технологическом институте.
В 1975 году впервые выступила с трио «Меридиан». С 1978 года работает в Ивановской областной филармонии. Надежда исполнила песни в фильмах «Ученик лекаря», «Предчувствие любви», «Медный ангел». В 1983 году в фильме «Торпедоносцы» снялась в роли Насти; в фильме также звучит песня «Шофёрша» из репертуара трио. На «Песне-85» исполнила «Прекрасное далёко» из телефильма «Гостья из будущего».
В 2008 году баллотировалась в депутаты Ивановской областной думы от партии «Справедливая Россия».

## Семья
Муж — Ян Борисович Бруштейн (род. 10 ноября 1947), поэт, писатель, искусствовед, основатель первой ивановской независимой телекомпании «БАРС», а также создатель ивановского медиа-холдинга «7х7». Сын — Максим Янович Бруштейн (род. 14 декабря 1970), музыкант, музыкальный продюсер Хора Турецкого.

## Награды
- 1981 — лауреат I премии Всесоюзного конкурса молодых исполнителей советской песни (в составе трио «Меридиан»)[4];
- 1985 — лауреат премии Ленинского комсомола (в составе трио «Меридиан»)[4];
- 1995 — заслуженная артистка Российской Федерации, за заслуги в области искусства[1];